# Abtei Sorèze

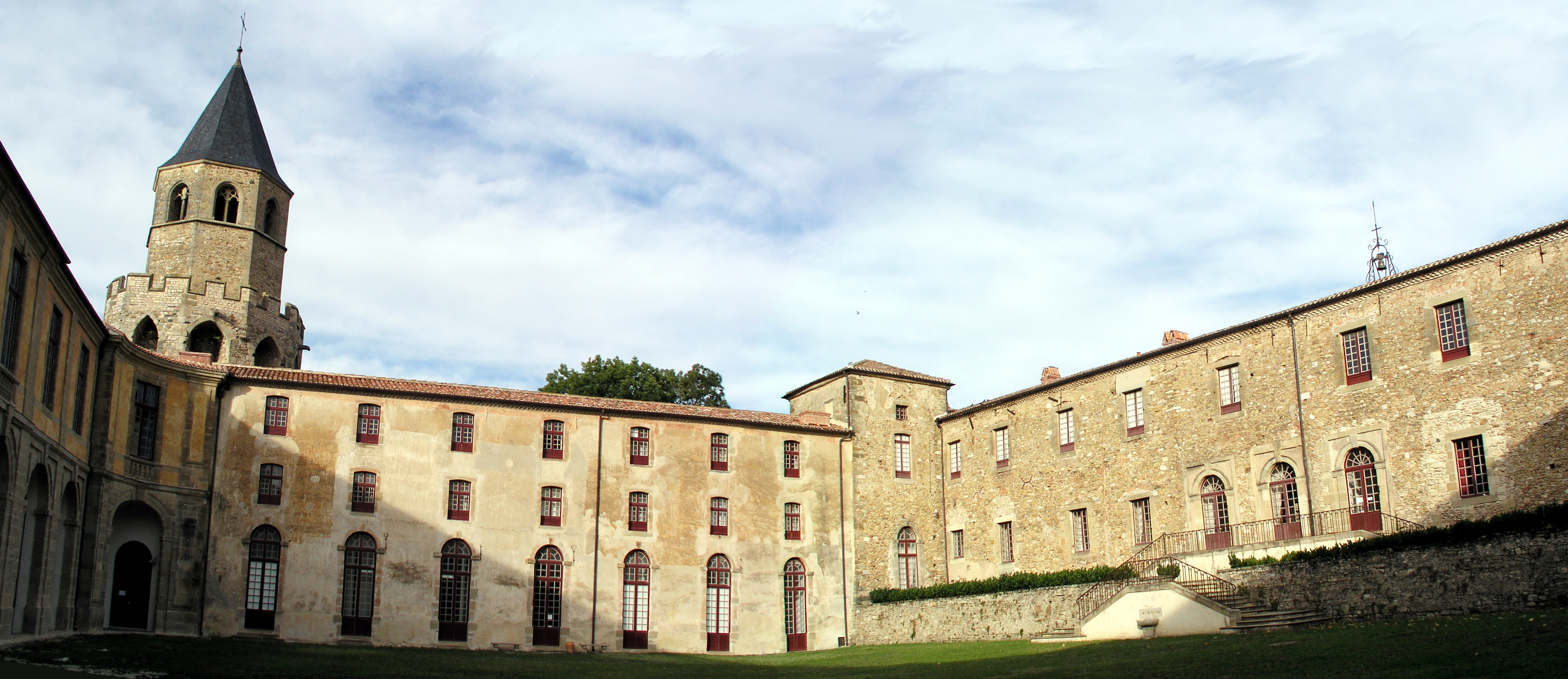
Ehemalige Klostergebäude mit Glockenturm

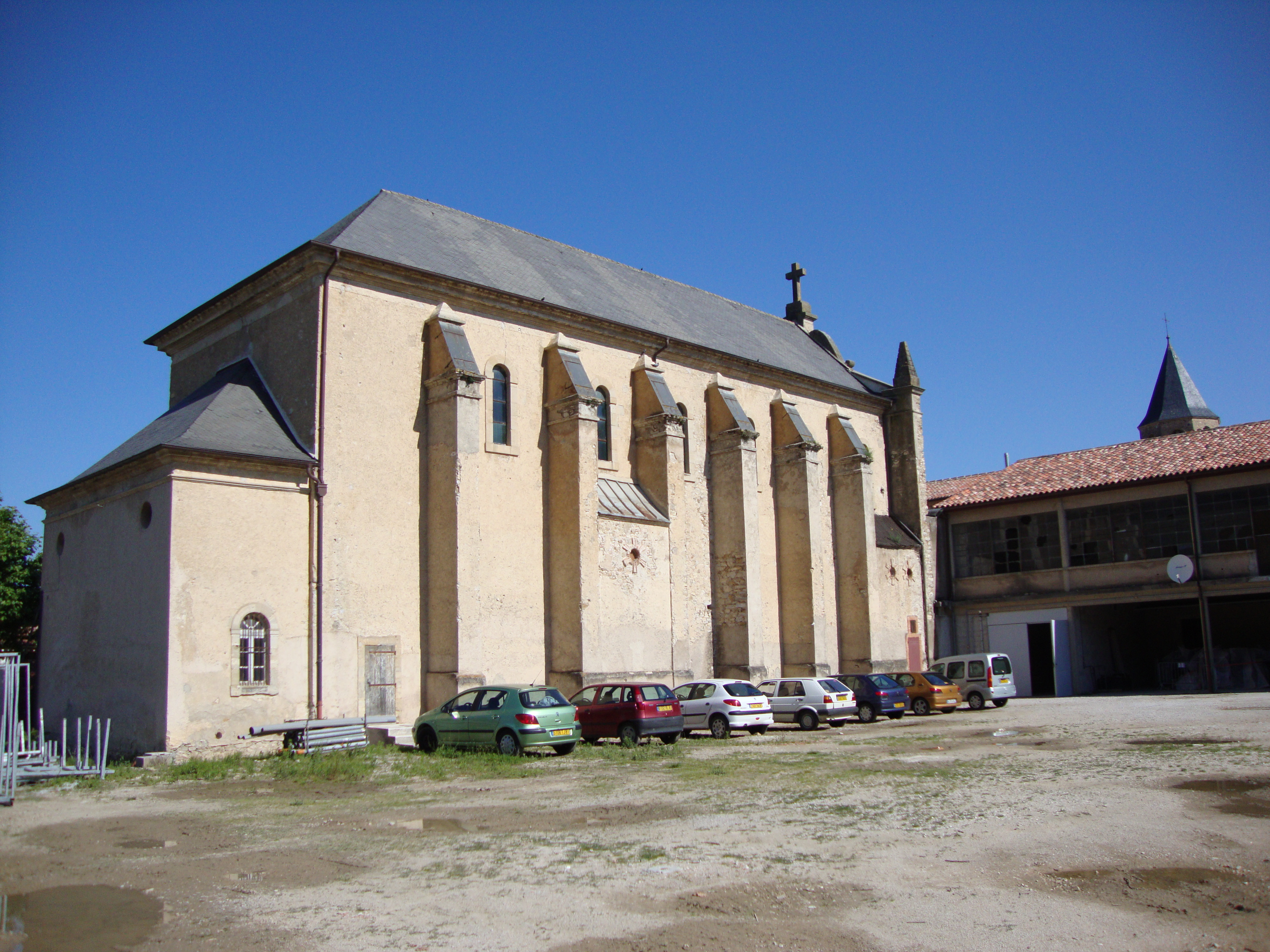
Kapelle

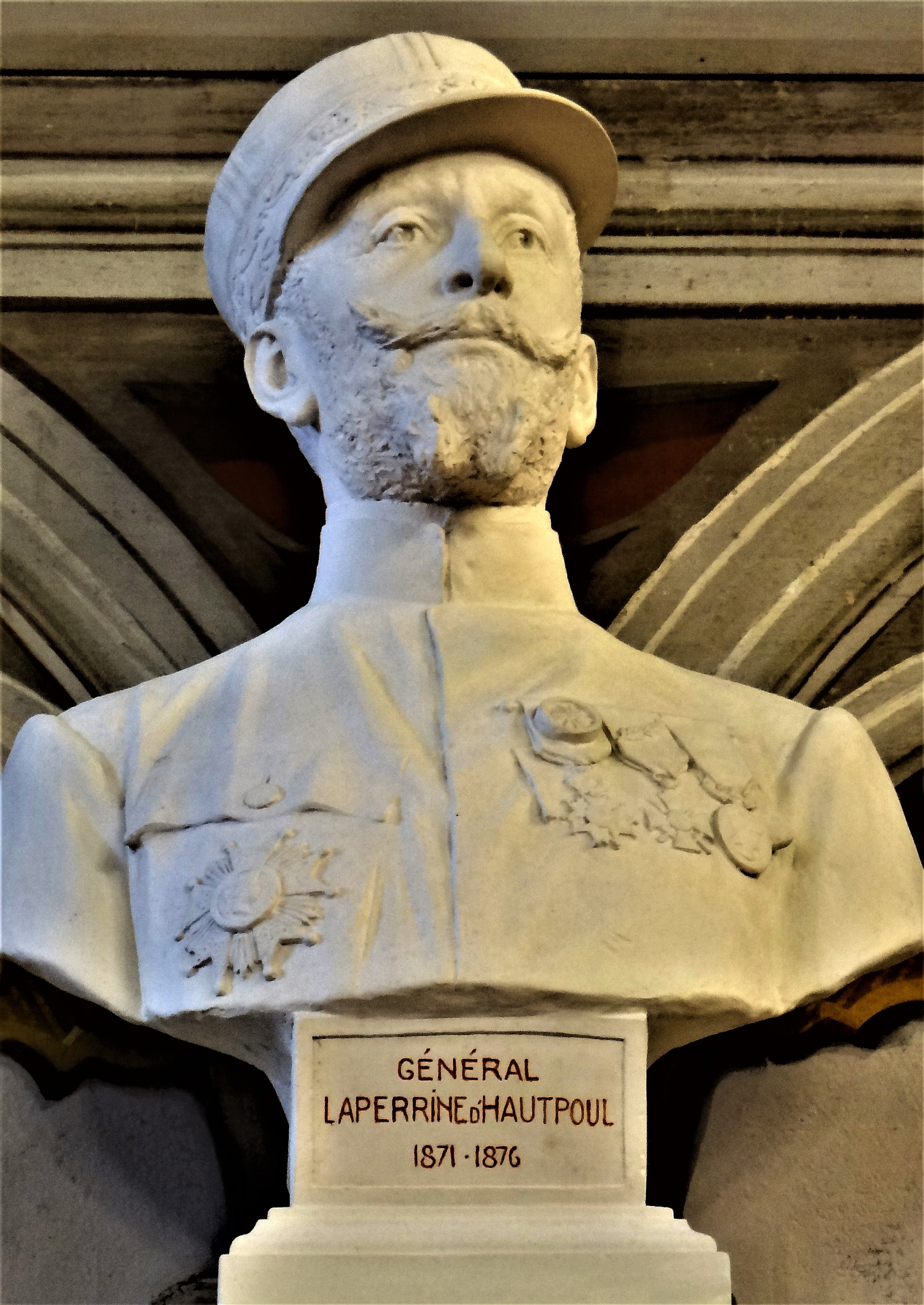
Général Laperrine d’Hautpoul 1871-1876 (Büste im Salle des Illustres der Abteischule von Sorèze)

Die ehemalige Benediktinerabtei und Klosterschule Sorèze ist heute ein Museum für Bildwirkerkunst sowie Veranstaltungsort. Der Glockenturm aus  dem 13. Jahrhundert sowie die erhaltenen Klostergebäude sind seit 1879 bzw. 1988 als Monument historique klassifiziert.

## Geschichte
Die Abtei Sorèze war von 753 bis 1682 ein Kloster der Benediktiner in Sorèze, im Département Tarn in Frankreich. Von 1682 bis 1776 dienten die Gebäude als Studienkolleg und von 1776 bis 1793 als Königliche Militärschule. 1854 richtete der Dominikaner Henri Lacordaire wieder eine Klosterschule ein, die bis 1991 Bestand hatte. 
Seit 2015 beherbergen die Baulichkeiten ein Museum für die Teppichkunst des 20. Jahrhunderts. Es trägt den Namen Musée Dom Robert, nach dem bedeutenden Bildwirker Guy de Chaunac-Lanzac (1907–1997), dessen Künstlername Dom Robert gleichzeitig seit 1930 sein Ordensname (als Benediktiner im benachbarten Kloster En-Calcat) war.